# Vonivka třešňová

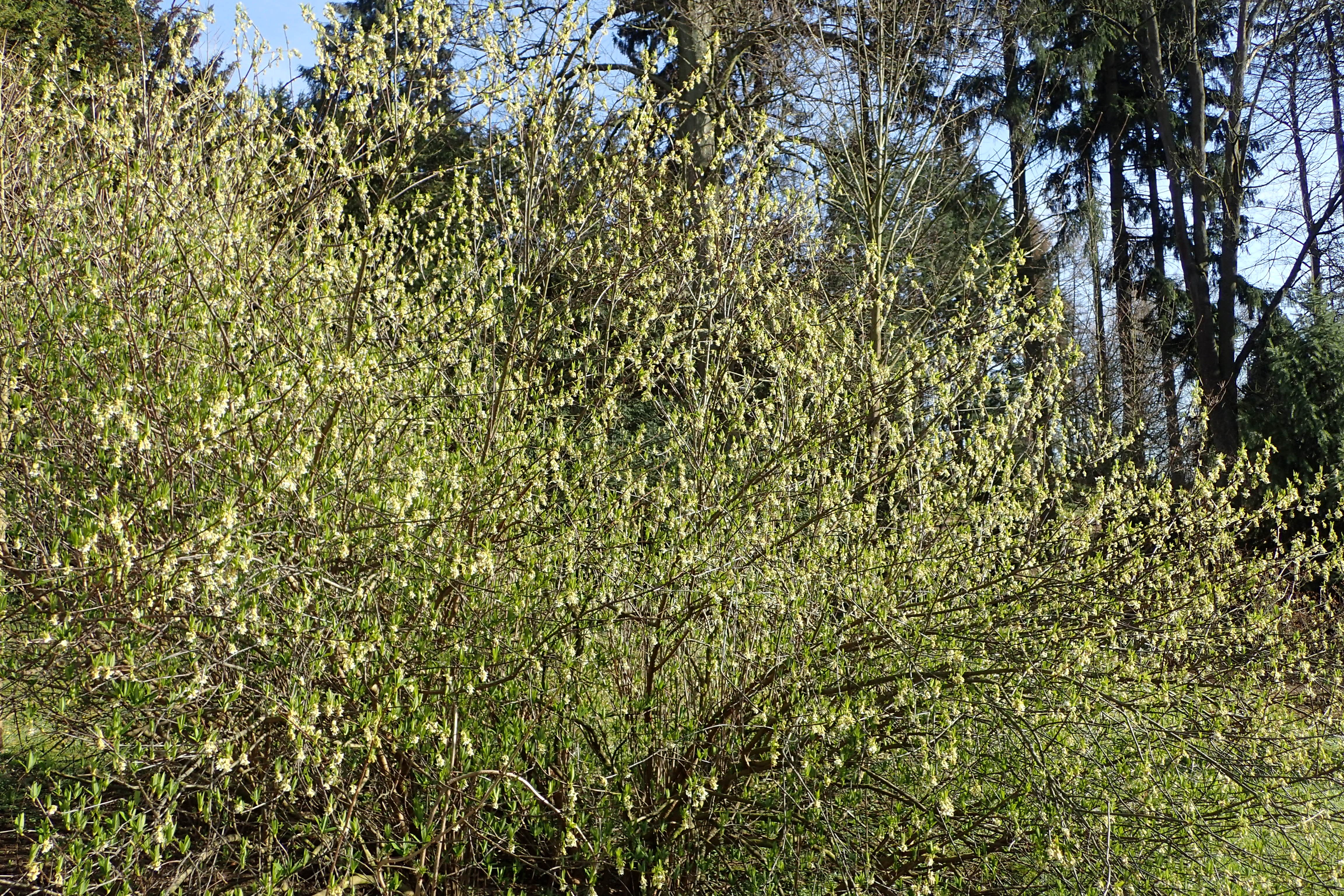
Rozkvetlá vonivka třešňová

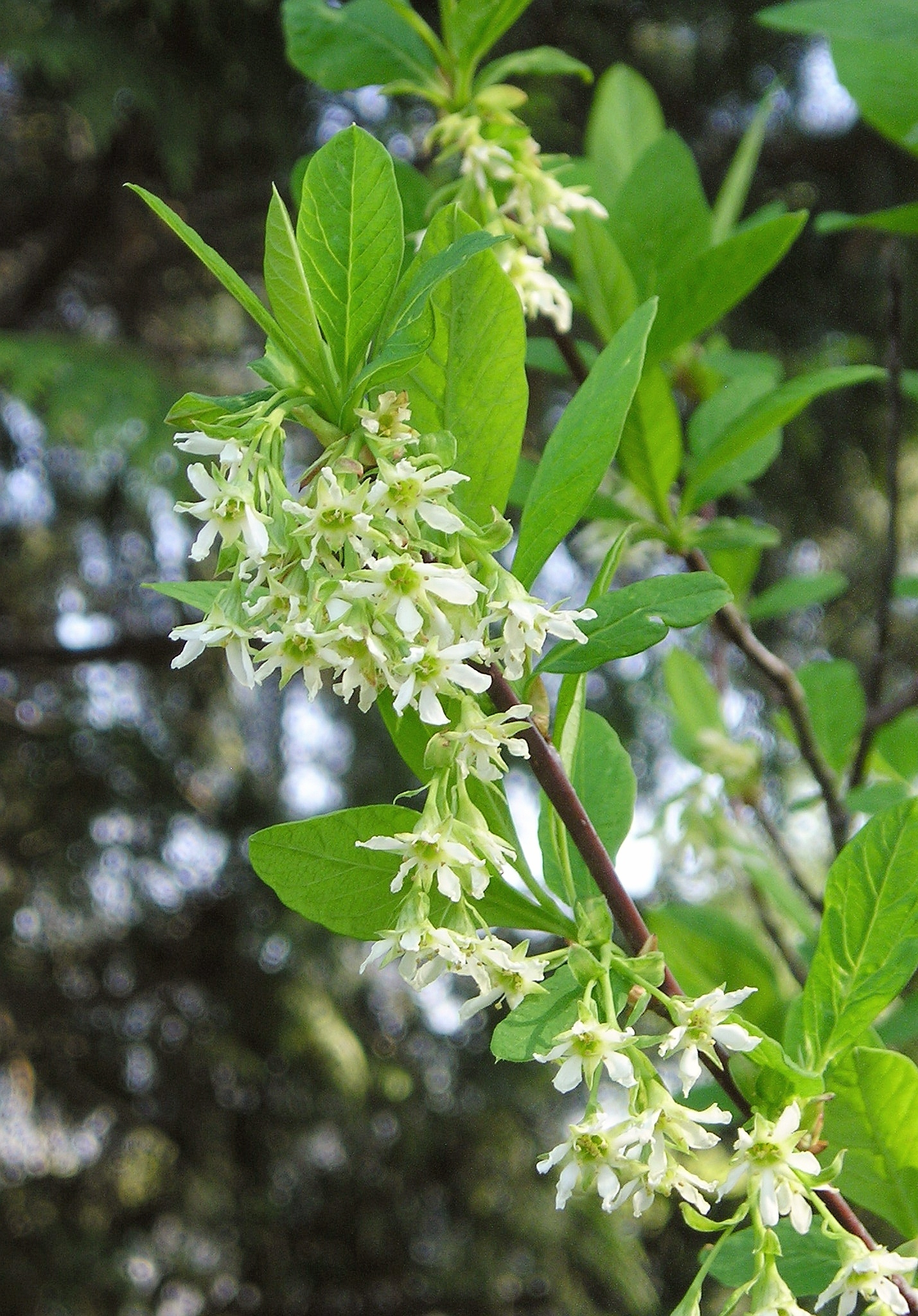
Květenství

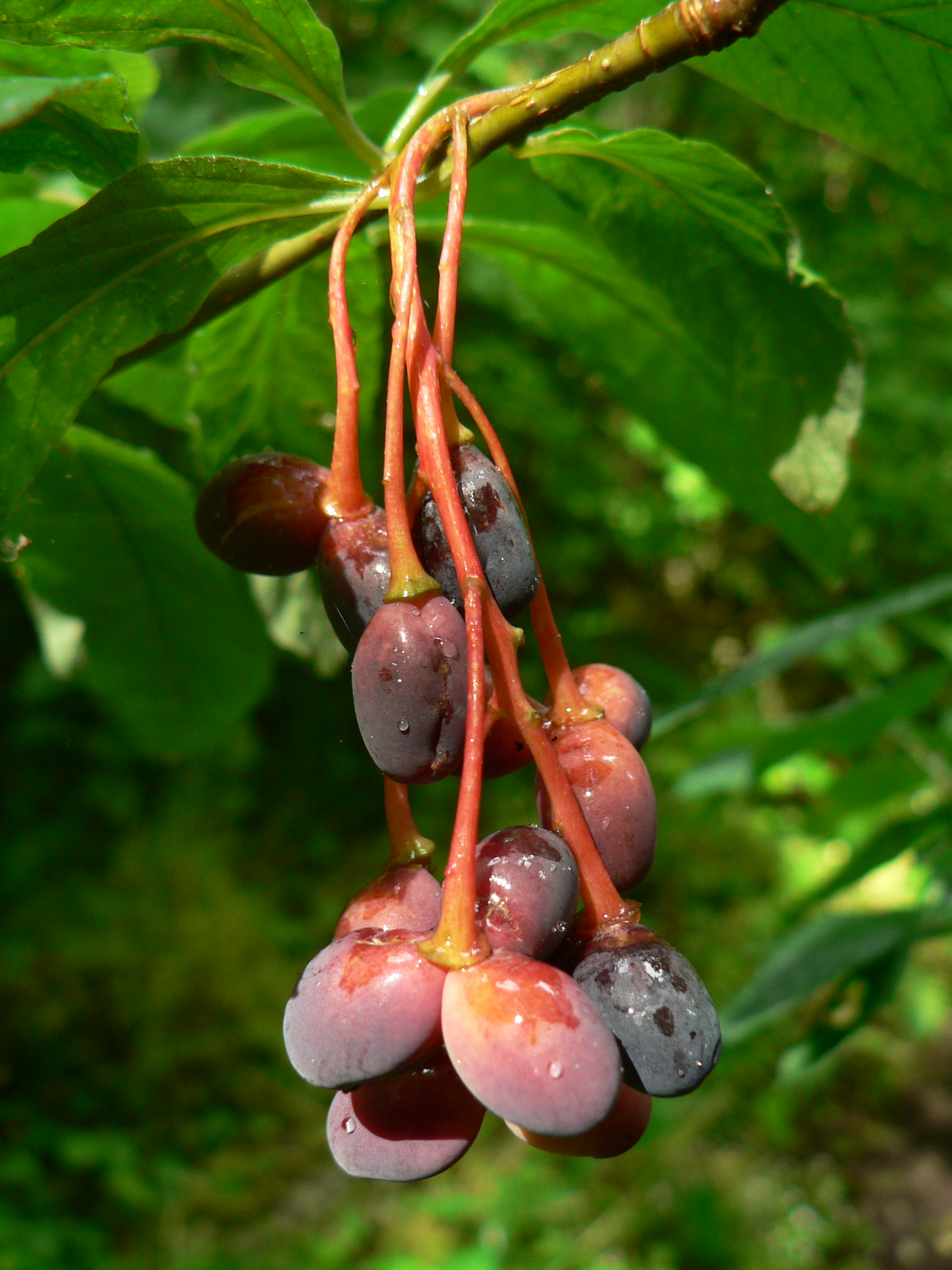
Zrající plody

Vonivka třešňová (Oemleria cerasiformis) je opadavý, dvoudomý, nevysoký strom nebo keř, jediný druh z monotypického rodu vonivka. Je známa svou silnou vůni, pro někoho zápachem, kterou vydávají rozkvetlé květy. Rod je řazen do podčeledi Amygdaloideae a proto není zvláštní, že jeho listy, semena a dokonce i plody obsahují malé množství toxického kyanovodíku.
Rod Oemleria je pojmenován po Augustu Gottliebu Oemlerovi, německém přírodovědci žijícím v 19. století v americkém městě Savannah ve státě Georgie a druhové jméno cerasiformis znamená "třešňový tvar".
Tato dřevina je původním druhem z pacifického severozápadu Severní Ameriky, konkrétně z jihozápadní Kanady (z Britské Kolumbie) a severozápadních Spojených států amerických (ze států Washington, Oregon a Kalifornie).

## Ekologie
Tento druh je na vlastnosti a kvalitu půdy nenáročný, roste na plném slunci i v hlubokém stínu na severně orientovaných svazích, jedinci na slunném stanovišti však plodí větší a sladší plody. Nalézá se okolo cest, na březích potoků, ve světlých nížinných vlhkých nebo horských suchých lesích. Vyskytuje se do nadmořské výšky téměř 2000 m n. m. Je tolerantní ke znečištěnému prostředí, snáší i mírně zasolenou půdu. Patří k nejčasněji kvetoucím dřevinám na pacifickém severozápadě, květy se rozvíjejí před rašením listů, obvykle v únoru až dubnu.
Pohlaví kvetoucího jedince lze určit z dálky, samčí květy jsou větší a bělejší, samičí jsou menší a zelenější. V době kvetení vydávají květy nápadnou vůni, kterou někteří lidé považují za nechutnou. Toto aroma je rozdílné u samčích a samičích květů, u samčích je nepříjemnější, připomíná prý kočičí moč. Samčí jedinci rostou rychleji a kvetou v dřívějším věku, v přírodě se jich vyskytuje více než samičích. Ploidie druhu je 2n = 16.

## Popis
Vzpřímeně rostoucí vícekmenný keř vysoký 2 až 5 m, ojediněle strom s jediným kmenem, jehož kůra je purpurově hnědá, hladká a letorosty lysé a lesklé. Střídavě vyrůstající listy s asi 1 cm dlouhým řapíkem mají kožovitou čepel kopinatou nebo eliptickou, dlouhou 5 až 10 cm a širokou 1 až 4 cm, na základně zkosenou a na vrcholu tupou, po obvodě celistvou, na lícní straně tmavě zelenou a lesklou, na rubové šedozelenou a jemně chlupatou.
Bělozelené, 1,5 cm velké květy se žlutavými, blanitými, brzy opadavými listeny jsou převážně jednopohlavné a pětičetné. Vyrůstají na stopkách, mají zvonkovitou 5 mm hlubokou češuli a jsou sestavené po pěti až deseti do nicích hroznovitých květenství dlouhých až 10 cm. Kališní lístky jsou kopinaté a dlouhé 3 mm, u samčích květů jsou rozprostřené a samičích vztyčené. Korunní lístky jsou asi 6 mm dlouhé, jasně zeleno-bílé, eliptické či obvejčité a krátce nehetnaté. V samčím květu je ve třech kruzích patnáct tyčinek s prašníky. V samičím je semeník vytvořený z pěti plodolistů, jenž nese pět čnělek s bliznami. Ojediněle se vyskytnou i květy oboupohlavné.
Z opylených květů vznikají plody, peckovice, které jsou zprvu zelené, později načervenalé a ve zralosti modročerné a ojíněné. Jsou podlouhlé, 1 až 2 cm velké, mají jednu pecku a nahořklou, svíravou chuť, jež se při plné zralosti vytrácí. Z jednoho květu se může vyvinout jeden až pět plodů. Tvrdá pecka je poměrně velká a okolní masitá dužina je tenká, Většina z vyrostlého ovoce se stává potravou ptáků, kteří je málokdy nechají zcela dozrát; stejně tak plody popadané na zem jsou vítaným zpestřením jídelníčku dalších živočichů, jež se takto starají o přirozený rozptyl semen.

## Rozmnožování
Dřevina se může rozmnožovat semeny, která lze vysévat ihned na podzim nebo až na jaře. Vysetá na podzim lépe klíčí, neboť prošla studeným obdobím nutným pro stratifikaci. Proto se doporučuje skladovat semena pro jarní výsev po dobu čtyř měsíců v mrazničce. Druhý způsob množení je podzimní sázení polovyzrálých řízků. Oba způsoby přinášejí asi padesátiprocentní úspěch. Mnohem úspěšnější je odebírání kořenových oddělků nebo dělení starších keřů.

## Význam
Vonivka třešňová se uplatňuje v parkových a zahradních úpravách jako zajímavý solitérní keř, nebo ve vyšších živých plotech. Dá se tvarovat a přerostlý keř snese hluboké zmlazení. Rostlina poskytuje potravu a úkryt pro ptáky a drobné savce.
Dřevo je mimořádně pevné a jemnozrnné. Protože kmínky nebývají hrubší 5 cm, dělají se z nich malé dřevěné nástroje, lžíce, hřebeny, pletací jehlice apod. Jemné zrno činí dřevo vhodným pro jemnou řezbářskou práci.